# Bampouringa
Bampouringa, également orthographié Bampouriga, est une commune rurale située dans le département de Coalla de la province de la Gnagna dans la région de l'Est au Burkina Faso.

## Géographie
Bampouringa se trouve à environ 10 km au Nord de Coalla.

## Santé et éducation
Le centre de soins le plus proche de Bampouringa est le centre de santé et de promotion sociale (CSPS) de Bonsiéga.